# 银花苋
银花苋（学名：Gomphrena celosioides），或稱假千日紅，是苋科千日红属的植物。分布在台湾岛、美洲热带、世界各热带地区以及中国大陆的广东等地，多生长在路旁草地，目前已由人工引种栽培。

## 别名
鸡冠千日红（南京中山植物园栽培植物名录）